# Trichosalpinx steyermarkii
Trichosalpinx steyermarkii är en orkidéart som beskrevs av Carlyle August Luer. Trichosalpinx steyermarkii ingår i släktet Trichosalpinx och familjen orkidéer. Inga underarter finns listade i Catalogue of Life.